# Mineralogische Staatssammlung München
Die Mineralogische Staatssammlung in München ist eine Forschungssammlung der Staatlichen Naturwissenschaftlichen Sammlungen Bayerns, die sich mit dem Sammeln, Bewahren und Erforschen der Mineralien mit dem Sammlungsschwerpunkt bayerische Vorkommen befasst. An die Staatssammlung ist das Museum Mineralogia München angegliedert.